# Martin Tenk
Martin Tenk (n. 8 februarie 1972, Ostrava, Cehia) este un trăgător de tir ce a reprezentat Cehia, medaliat olimpic. A participat la 4 ediții ale Jocurilor Olimpice (1996, 2000, 2004, 2008) în care a câștigat o medalie de bronz.